# Рейчел Госвелл
Рейчел Енн Госвелл (англ. Rachel Goswell, нар. 16 травня, 1970, Ферем, Англія) — британська музикантка, співачка, авторка пісень, гітаристка та композиторка. Популярність здобула як вокалістка і гітаристка гурту Slowdive.

## Життєпис
Рейчел Госвелл народилася 16 травня 1970, року в місті Ферем, Англія. В одному із інтервю, 2002, року журналісти цікавилися музичним впливом і творчістю, Госвелл згадувала, що любов гри на гітарі їй прищепив батько ще у ранньому дитинстві. Крім того, вона навчалася гри на фортепіано.

## Музична діяльність
У 15 років Госвелл хотіла організувати гурт у школі, де мали грати дівчата-гітаристки, але сталося інакше: разом зі своїм другом дитинства Нілом Галстедом, з яким вони навчалися гри на класичній гітарі, потім сформували в місті Редінг, в 1989, році гурт Slowdive. З приводу музичних впливів Галстед і Госвелл перерахували гурти і їхні альбоми: The Primitives, The House of Love, The Velvet Underground, Pink Floyd, The Byrds, Pixies, Doolittle, My Bloody Valentine, The Jesus and Mary Chain. Особисто Рейчел Госвелл надихав спів вокалістки Сьюзі Сью з гурту Siouxsie and the Banshees. З гуртом Slowdive Рейчел Госвелл звертається до різних жанрів альтернативної рок-музики: альтернативний рок, шугейзинг, інді-поп, дрім-поп, фолк рок, експериментальний рок, ембієнт, ентерал-вейв.
Після розпаду Slowdive в 1995 році Рейчел Госвелл, Ніл Галстед і Іеон МакКатчеон змінили назву на Mojave 3, продовжили працювати втрьох, потім до них приєднуються інші музиканти. Вони випустили 5 альбомів, останній перед відхом на перерву, Puzzles like You 2006 року.
Свої перші сольні альбоми Госвелл випустила в 2004 році під назвою Sleep Shelter EP i Waves Are Universal, на лейблі 4AD. Потім гурт Slowdive возєднався, і матеріал, написаний гуртом Mojave, буде включений у виконання (про це заявив Ніл Галстед в 2014 році).  Рейчел Госвелл розповідає про подолання першкод, і хвороб, які її переслідували протягом шести років. Возєднання Slowdive після двох десятиліть вселяє нові надії в Госвелл. Життєвий досвід навчив дивитися на речі по іншому, просто насолоджуватися дрібницями і цінувати все хороше. На питання, які із старих пісень гурт хоче відновити, вона відповіла, що її улюблений альбом гурту це Souvlaki 1993 року.

## Особисте життя
З 1994 по 2000 роки Рейчел Госвелл була одружена з музикантом Крістофером Ендрюсом з гурту Air Cuba.
В результаті вірусної інфекції в 2006 році після запалення внутрішнього вуха Госвелл частково втратила слух, мала шум у вухах і запаморочення, довелося використовувати слуховий апрат. Госвелл змушена тимчасово перервати свої виступи і гастролі гурту Mojave 3.
В 2010 році народила сина Джессі, в якого почалися проблеми зі здоровям через вроджену аномалію розвитку (він не чує). У 5-місячному віці він переніс операцію на серці. Рейчел вчить жестову мову, щоб спілкуватися з сином, відстоює права батьків глухих дітей на вільний доступ, вивчення жестової мови. В 2013 році на парламентських дебатах представники Національної спільноти глухих дітей згадували Рейчел Госвелл та її сина Джессі.